# Naoko Ogigami

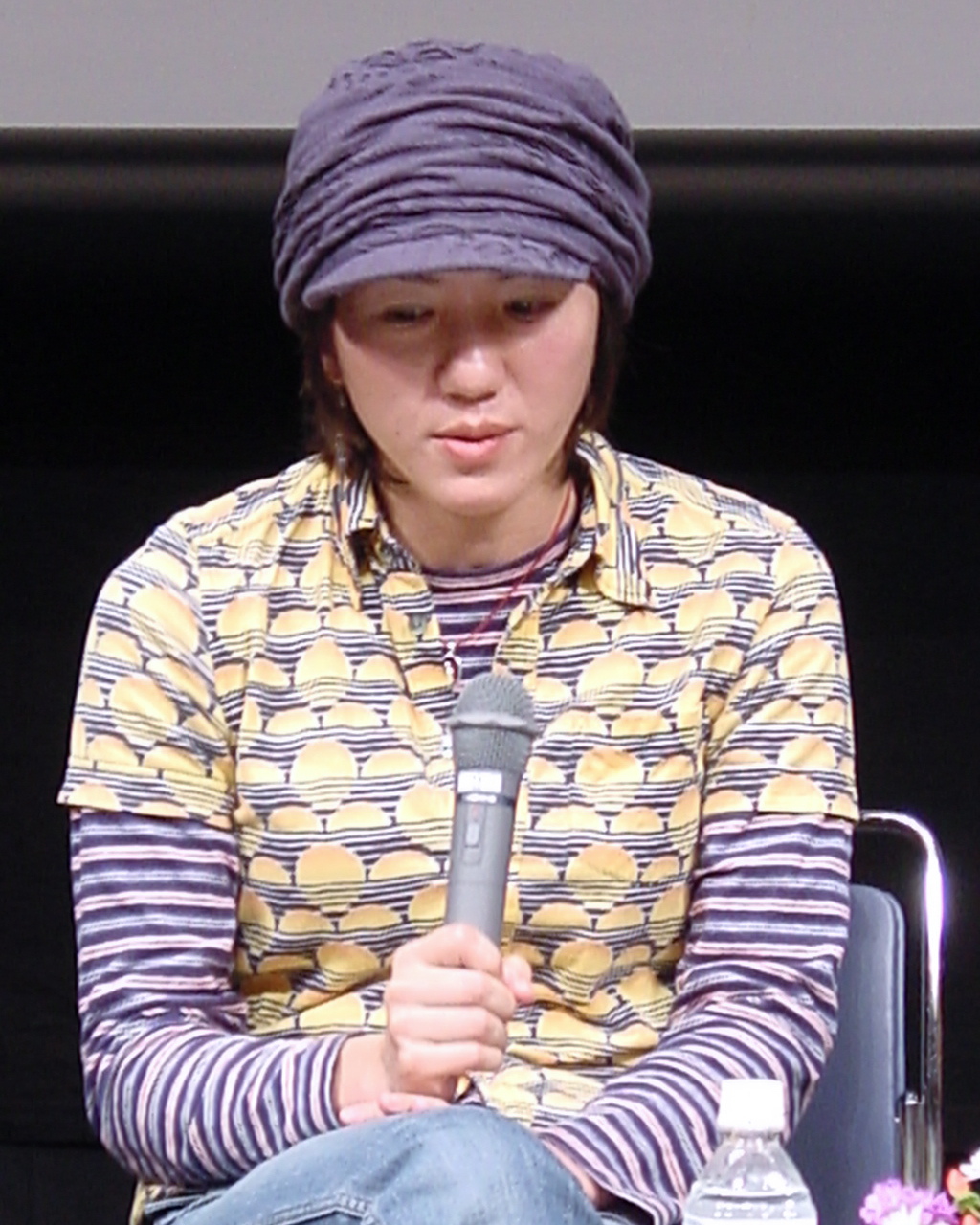
Naoko Ogigami beim 15. Tama Cinema Forum in Tokyo (2005)

Naoko Ogigami (jap. 荻上 直子, Ogigami Naoko; * 15. Februar 1972 in der Präfektur Chiba, Japan) ist eine japanische Filmregisseurin und Drehbuchautorin.
Nach einem Studium in ihrer Heimatstadt Chiba ging sie 1994 in die USA, um an der University of Southern California Film zu studieren. Sie arbeitete als Regieassistentin für Werbefilme und Videos. In Los Angeles drehte sie 1999 ihren ersten Kurzfilm und ging im Jahre 2000 nach Japan zurück. 2004 stellte sie ihren ersten Spielfilm mit Barber Yoshino vor, der auf der Berlinale 2004 im Rahmen des Kinderfilmfestes gezeigt wurde. 2006 stellte sie ihren Film Kamome shokudō vor, der als erster japanischer Film komplett in Finnland gedreht wurde. 2008 lief ihr Film Megane im Wettbewerb des Sundance Film Festival und wurde zur Berlinale 2008 in die Sektion Panorama eingeladen.

## Filmographie
- 1999: Ayako (Kurzfilm)
- 2001: Hoshino-kun, Yumeno-kun (星ノくん･夢ノくん)
- 2004: Barber Yoshino (バーバー吉野, Bābā Yoshino)
- 2005: Koi wa go-shichi-go! (恋は五・七・五!)
- 2006: Kamome shokudō (かもめ食堂)
- 2007: Megane (めがね)
- 2010: Toilet (トイレット, Toiretto)
- 2012: Rent-a-Cat (レンタネコ, Rentaneko)
- 2017: Close-Knit (彼らが本気で編むときは, Karera ga Honki de Amu toki wa)
- 2022: Ripples